# 流智明
流 智明（ながれ ともあき、1933年 - ）は、日本の放送作家、占星術師。

## 経歴
- 放送作家やコピーライターとして活動、その後門馬寛明に師事して占星学の道に入る。
- 英国ケンブリッジ大学占星学講座を修了。英国占星学協会終身会員。

## 著書
- 惑星大予言
- 惑星大予言II 審判の日
- 占星学教本 ホロスコープの作り方・読み方（宝島社） ISBN 4796603239

| スタブアイコン | サブスタブ | この項目は、まだ閲覧者の調べものの参照としては役立たない、人物に関連した書きかけの項目です。この項目を加筆・訂正などしてくださる協力者を求めています（P:人物伝/PJ:人物伝）。 |